# Sporisorium congoense
Sporisorium congoense är en svampart som först beskrevs av Syd. & P. Syd., och fick sitt nu gällande namn av Vánky 2003. Sporisorium congoense ingår i släktet Sporisorium och familjen Ustilaginaceae.   Inga underarter finns listade i Catalogue of Life.